# 総生寛
総生 寛（ふそう かん、1841年（天保12年） - 1894年（明治27年）10月9日）は日本の戯作者。姓は岩橋。上総国出身。別称は七杉子（みすぎよすぎ）・哲径道人・天保銭人。仮名垣魯文の友人で、『西洋道中膝栗毛』の第12～15編を執筆した。ほかに、『千変万化世界大演劇一幕噺』などの著作もある。また狂詩も書いた。茨城県で没した。